# Liste der Länderspiele der finnischen Futsalnationalmannschaft der Frauen
Die nachfolgende Liste enthält alle Länderspiele der finnischen Futsalnationalmannschaft der Frauen, die der Fußballverband von Finnland, der Suomen Palloliitto (SPL), im Jahr 2017 gegründet hat. Futsal ist die einzige von der FIFA anerkannte Variante des Hallenfußballs. Bisher wurden elf Länderspiele ausgetragen.

## Länderspielübersicht
Legende
- Erg. = Ergebnis
- n. V. = nach Verlängerung
- i. S. = im Sechsmeterschießen
- abg. = Spielabbruch
- H = Heimspiel
- A = Auswärtsspiel
- * = Spiel auf neutralem Platz
- Hintergrundfarbe grün = Sieg
- Hintergrundfarbe gelb = Unentschieden
- Hintergrundfarbe rot = Niederlage

| Nr.                       | Datum      | Erg. | Gegner      |   | Austragungsort                                           | Anlass                                  | Bemerkungen                                                                                            |
| ------------------------- | ---------- | ---- | ----------- | - | -------------------------------------------------------- | --------------------------------------- | --- |
| 1                         | 18.11.2017 | 2:1  | Polen       | A | Lubawa (POL), Hala Widowiskowo-Sportowa OSiR             | Freundschaftsspiel                      | Erstes Auswärtsspiel Erster Sieg Erster Auswärtssieg Erstes Länderspiel gegen Polen                    |
| 2                         | 19.11.2017 | 3:2  | Polen       | A | Ostróda (POL), Hala Sportowo-Widowiskowa CSiR            | Freundschaftsspiel                      | |
| 3                         | 18.02.2018 | 3:1  | Niederlande | A | Smallingerland (NED), Sportcentrum Drachten              | Freundschaftsspiel                      | Erstes Länderspiel gegen die Niederlande                                                               |
| 4                         | 19.02.2018 | 0:2  | Niederlande | A | Leek (NED), Sportcentrum Leek                            | Freundschaftsspiel                      | Erste Niederlage Erste Auswärtsniederlage                                                              |
| 5                         | 17.07.2018 | 3:4  | Schweden    | H | Tampere, Tesoman palloiluhalli                           | Freundschaftsspiel                      | Erstes Heimspiel Erste Heimniederlage Erstes Länderspiel gegen Schweden                                |
| 6                         | 18.07.2018 | 4:5  | Schweden    | H | Tampere, Tesoman palloiluhalli                           | Freundschaftsspiel                      | Höchste Niederlage Höchste Heimniederlage                                                              |
| 7                         | 22.08.2018 | 10:0 | Litauen     | A | Prienai (LTU), Prienų sporto ir pramogų arena            | Europameisterschaft 2019- Qualifikation | Höchster Sieg Höchster Auswärtssieg Erstes Länderspiel gegen Litauen                                   |
| 8                         | 23.08.2018 | 3:2  | Slowakei    | * | Prienai (LTU), Prienų sporto ir pramogų arena            | Europameisterschaft 2019- Qualifikation | Erstes Spiel auf neutralem Platz Erster Sieg auf neutralem Platz Erstes Länderspiel gegen die Slowakei |
| 9                         | 12.09.2018 | 8:2  | Serbien     | * | Oliveira de Azeméis (POR), Pavilhão Dr. Salvador Machado | Europameisterschaft 2019- Qualifikation | Höchster Sieg auf neutralem Platz Erstes Länderspiel gegen Serbien                                     |
| 10                        | 13.09.2018 | 1:3  | Portugal    | A | Oliveira de Azeméis (POR), Pavilhão Dr. Salvador Machado | Europameisterschaft 2019- Qualifikation | Höchste Auswärtsniederlage Erstes Länderspiel gegen Portugal                                           |
| 11                        | 15.09.2018 | 6:2  | Tschechien  | * | Oliveira de Azeméis (POR), Pavilhão Dr. Salvador Machado | Europameisterschaft 2019- Qualifikation | Erstes Länderspiel gegen Tschechien                                                                    |
| Stand: 16. September 2018 |            |      |             |   |                                                          |                                         | |

## Statistik
In der Statistik werden nur die offiziellen Länderspiele berücksichtigt.
Legende
- Sp. = Spiele
- Sg. = Siege
- Uts. = Unentschieden
- Ndl. = Niederlagen
- Hintergrundfarbe grün = positive Bilanz
- Hintergrundfarbe gelb = ausgeglichene Bilanz
- Hintergrundfarbe rot = negative Bilanz

### Gegner
| Land        | Kontinentalverband | Sp. | Sg. | Uts. | Ndl. | Torverhältnis |
| ----------- | ------------------ | --- | --- | ---- | ---- | ------------- |
| Litauen     | UEFA               | 1   | 1   | 0    | 0    | 10:00         |
| Niederlande | UEFA               | 2   | 1   | 0    | 1    | 3:3           |
| Polen       | UEFA               | 2   | 2   | 0    | 0    | 5:3           |
| Portugal    | UEFA               | 1   | 0   | 0    | 1    | 1:3           |
| Schweden    | UEFA               | 2   | 0   | 0    | 2    | 7:9           |
| Serbien     | UEFA               | 1   | 1   | 0    | 0    | 8:2           |
| Slowakei    | UEFA               | 1   | 1   | 0    | 0    | 3:2           |
| Tschechien  | UEFA               | 1   | 1   | 0    | 0    | 6:2           |
| Gesamt      | Gesamt             | 11  | 7   | 0    | 4    | 43:24         |

### Kontinentalverbände
| Kontinentalverband                 | Sp. | Sg. | Uts. | Ndl. | Torverhältnis |
| ---------------------------------- | --- | --- | ---- | ---- | ------------- |
| AFC (Asien)                        | 0   | 0   | 0    | 0    | 0:0           |
| CAF (Afrika)                       | 0   | 0   | 0    | 0    | 0:0           |
| CONCACAF (Nord- und Mittelamerika) | 0   | 0   | 0    | 0    | 0:0           |
| CONMEBOL (Südamerika)              | 0   | 0   | 0    | 0    | 0:0           |
| OFC (Ozeanien)                     | 0   | 0   | 0    | 0    | 0:0           |
| UEFA (Europa)                      | 11  | 7   | 0    | 4    | 43:24         |
| Gesamt                             | 11  | 7   | 0    | 4    | 43:24         |

### Anlässe
| Anlass                                   | Sp. | Sg. | Uts. | Ndl. | Torverhältnis |
| ---------------------------------------- | --- | --- | ---- | ---- | ------------- |
| Europameisterschaft-Qualifikationsspiele | 5   | 4   | 0    | 1    | 28:90         |
| Freundschaftsspiele                      | 6   | 3   | 0    | 3    | 15:15         |
| Gesamt                                   | 11  | 7   | 0    | 4    | 43:24         |

### Spielarten
| Spielart                       | Sp. | Sg. | Uts. | Ndl. | Torverhältnis |
| ------------------------------ | --- | --- | ---- | ---- | ------------- |
| Heimspiele (H)                 | 2   | 0   | 0    | 2    | 7:9           |
| Spiele auf neutralem Platz (*) | 3   | 3   | 0    | 0    | 17:60         |
| Auswärtsspiele (A)             | 6   | 4   | 0    | 2    | 19:90         |
| Gesamt                         | 11  | 7   | 0    | 4    | 43:24         |

### Austragungsorte
| Austragungsort      | Land        | Sp. | Sg. | Uts. | Ndl. | Torverhältnis |
| ------------------- | ----------- | --- | --- | ---- | ---- | ------------- |
| Leek                | Niederlande | 1   | 0   | 0    | 1    | 0:2           |
| Lubawa              | Polen       | 1   | 1   | 0    | 0    | 2:1           |
| Oliveira de Azeméis | Portugal    | 3   | 2   | 0    | 1    | 15:70         |
| Ostróda             | Polen       | 1   | 1   | 0    | 0    | 3:2           |
| Prienai             | Litauen     | 2   | 2   | 0    | 0    | 13:20         |
| Smallingerland      | Niederlande | 1   | 1   | 0    | 0    | 3:1           |
| Tampere             | Finnland    | 2   | 0   | 0    | 2    | 7:9           |
| Gesamt              | Gesamt      | 11  | 7   | 0    | 4    | 43:24         |

### Spielergebnisse
|      | Gegentore | Gegentore | Gegentore | Gegentore | Gegentore | Gegentore |
| Tore | 0         | 1         | 2         | 3         | 4         | 5         |
| ---- | --------- | --------- | --------- | --------- | --------- | --------- |
| 0    | -         | -         | 1         | -         | -         | -         |
| 1    | -         | -         | -         | 1         | -         | -         |
| 2    | -         | 1         | -         | -         | -         | -         |
| 3    | -         | 1         | 2         | -         | 1         | -         |
| 4    | -         | -         | -         | -         | -         | 1         |
| 5    | -         | -         | -         | -         | -         | -         |
| 6    | -         | -         | 1         | -         | -         | -         |
| 7    | -         | -         | -         | -         | -         | -         |
| 8    | -         | -         | 1         | -         | -         | -         |
| 9    | -         | -         | -         | -         | -         | -         |
| 10   | 1         | -         | -         | -         | -         | -         |